# منزل بسيوني

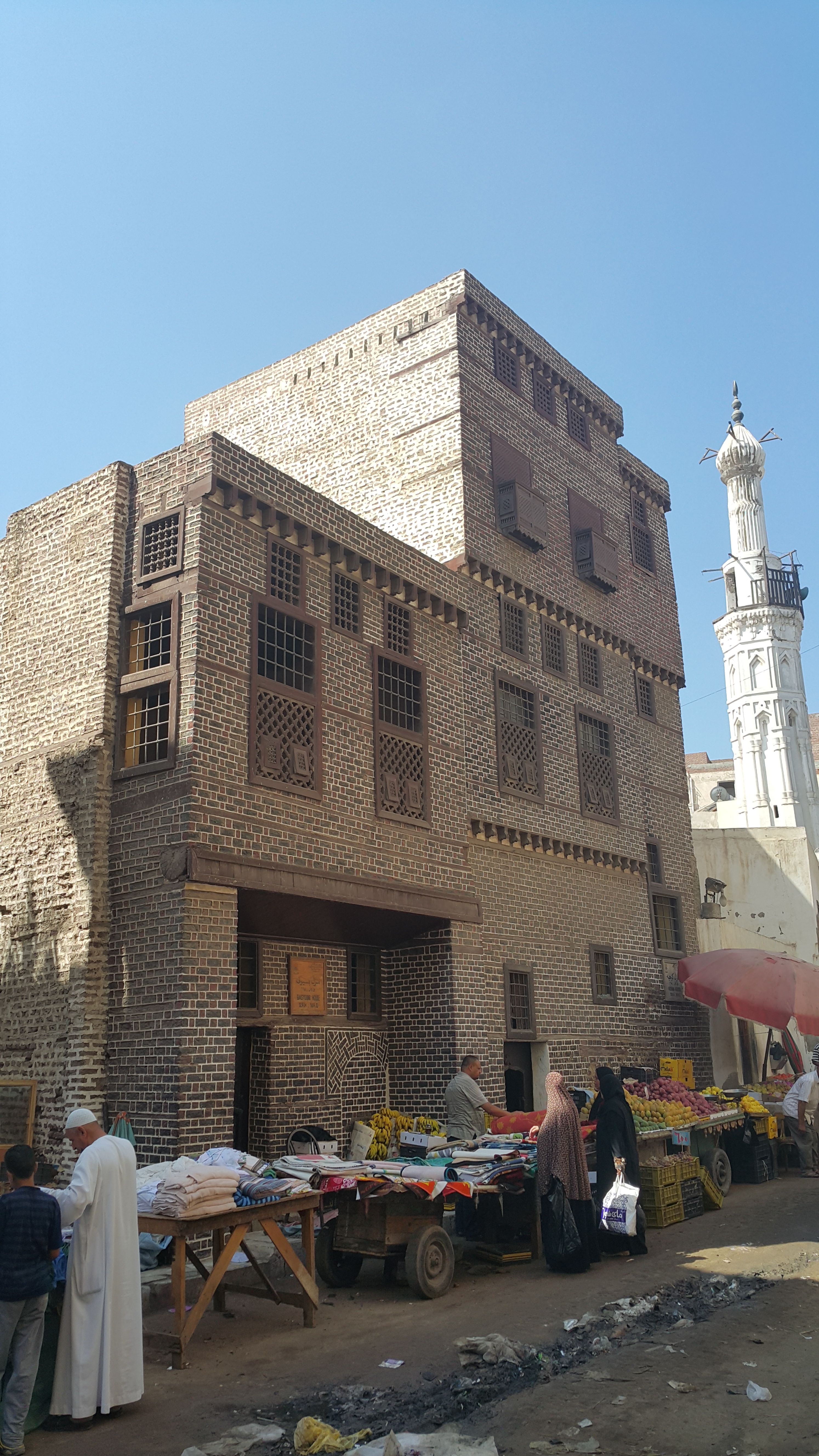
واجهة منزل بسيوني بمدينة رشيد.

يقع منزل بسيونى (القرن 12 هـ / القرن 18م) بشارع دهليز الملك ويطل عليه بواجهة ويتكون من دورين، بالدور الأرضي من الواجهة يوجد كتفان بارزان يحملان ما ورده الدور الأول ويقع المدخل على اليسار ويعلوه منور.

## المنزل من الداخل
يؤدى المدخل إلى دركاه يوجد بجدارها الجنوبي باب يؤدى إلى السلم ويتكون الدور الأرضي من المخزن الذي ينتهى بفناء مكشوف، أما الدور الأول فيتكون من الدورقاعة التي يقع في شمالها حجرة وفي جنوبها حجرة ومرحاض.